# Achajowie
Achajowie (stgr. Ἀχαιοί Achaioí) – ogólne określenie Greków walczących pod Troją, używane przez Homera (rzadziej stosowane: Argiwi/Argiwowie i Danajowie) w jego eposach Iliada i Odyseja.
Według tradycyjnych poglądów historyków było to pierwsze plemię greckie, które przybyło na obszary kontynentalnej Grecji około 2000 lat p.n.e., podbijając Tesalię i miejscowych Pelazgów, jednak teza ta została odrzucona wraz z teorią o trzech inwazjach ludów greckich (achajskiej, jońskiej, doryckiej).
Obecnie uważa się, że do formowania się „Greków”, ich kultury, religii, języka doszło już na obszarze Grecji, gdzie pod koniec III tysiąclecia p.n.e. lub w ciągu II tysiąclecia p.n.e. stopniowo, w następstwie wielu migracji, przybywały ludy mówiące językami indoeuropejskimi i mieszały się z miejscową ludnością.
Achajowie utożsamiani są z przedstawicielami cywilizacji mykeńskiej, której najważniejszym ośrodkiem były Mykeny, położone w Argolidzie na Peloponezie. Około 1450 r. p.n.e. Achajowie podbili Kretę, którą niepodzielnie władali z pałacu w Knossos.
Władca państwa achajskiego (mykeńskiego) nosił miano anaks/wanaks (w piśmie linearnym B – wa-na-ka). Pomagał mu w rządzeniu lawagetas (ra-wa-qe-ta) – prawdopodobnie dowódca wojskowy. Achajowie podejmowali dalekie wyprawy wojenne, z których największa, skierowana przeciwko Troi, doczekała się epickiego opisu w postaci Iliady Homera. Zakładali też kolonie na Cyprze, w Pamfilii i Rodos. Najprawdopodobniej o nich wspominają hetyckie tabliczki odnalezione w Boğazkale, które opisują silne królestwo Akhkhijawa utrzymujące stosunki z władcami Hetytów – Mursilisem II i Tudhaliją IV. W XI wieku p.n.e. cywilizacja mykeńska upadła, a na Peloponezie pojawiły się ludy mówiące doryckim dialektem języka greckiego. Dialekt achajski zachował się jedynie w północnej części Peloponezu, zwanej Achają.
Za eponimicznego ojca plemion achajskich uważano mitycznego Achajosa, syna Zeusa i Pytii, w innej wersji – syna królewny ateńskiej Kreuzy i Ksutosa. Od innych plemion greckich Achajowie odróżniali się noszeniem brody oraz strojem złożonym z przepaski i chitonu z krótkimi rękawami. Mieszkali w prostokątnych domach zawierających wspólne pomieszczenie z paleniskiem pośrodku, tzw. megaron.
Według Homera największymi księstwami achajskimi były Mykeny, w których władali Pelopidzi oraz Argos, Tyryns, Pylos, Lacedemon (Sparta), Kreta i Arkadia. W Iliadzie te niewielkie państwa wystawiły w wyprawie na Troję od 60 do 100 okrętów.
W czasach późniejszych (od okresu archaicznego) Achajami nazywano mieszkańców krainy Achaja, położonej na północy Peloponezu. W III wieku p.n.e. powstało państwo związkowe o nazwie Związek Achajski, skupiające część polis z Peloponezu, które w 146 r. p.n.e. zostało pokonane przez Rzymian.